# Jonathan Clauss
Jonathan Clauss (Troyes, 1992. szeptember 25. –) francia válogatott labdarúgó , a Ligue 1-ben szereplő OGC Nice játékosa. Posztját tekintve hátvéd.

## Gyermekkora
Clauss 1992. szeptember 25-én született a francia Troyes városában, Aube megyében.

## Klub karrier

### Kezdeti évek
Clauss a Strasbourg akadémiáján töltött évek után, megfordult néhány francia és német alsóbb osztályaiban szereplő klubban, mielőtt 2017-ben szerződést írt volna alá a Ligue 2-ben szereplő Quevilly-Rouen-nel. 2017. szeptember 8-án debütált a klub színeiben, egy 3-2-es vereség alkalmával a Châteauroux csapata ellen, amely meccsen kiosztott egy gólpasszt is.
2018 augusztusában ingyen igazolható játékosként csatlakozott a 2. Bundesliga-ban szereplő Arminia Bielefeld csapatához.

### Lens
2020 májusában a L’Équipe hozta le először, hogy Clauss a nyáron elhagyja Németországot a lejáró szerződése miatt, és visszatér Franciaországba, a Ligue 1-ba frissen feljutó Lens csapatában ahol egy három éves szerződést írt alá. 28 éves korában, Clauss először lépett pályára egy top bajnokságban. a 2020–21-es szezon végén, bekerült az UNFP által összeállított Ligue 1 Az év csapatában.

### Marseille
2022. július 20-án, Clauss a Ligue 1-ben szereplő Olympique Marseille csapatához szerződött. A francia csapat 9 millió eurót fizetett a védőért.

### Nice
2024. július 26-án az OGC Nice csapatához írt alá.

## Válogatott karrier
2022 márciusában, 29 évesen Clauss megkapta élete első behívóját a francia válogatottba, amikor Didier Deschamps szövetségi kapitány meghívta őt a dél-afrikai és a elefántcsontparti válogatott elleni barátságos mérkőzésekre. Március 25-én debütált egy 2-1-re megnyert mérkőzésen. 2024. május 16-án bekerült a 2024-es labdarúgó-Európa-bajnokságra utazó 25 fős keretbe.

## Statisztika

### Válogatottban
2024. március 26-ii adatok alapján.
| Válogatott    | Év     | Pályára lépés | Gól |
| ------------- | ------ | ------------- | --- |
| Franciaország | 2022   | 6             | 0   |
| Franciaország | 2023   | 4             | 1   |
| Franciaország | 2024   | 2             | 0   |
| Összes        | Összes | 12            | 1   |

### Góljai a válogatottban
| # | Dátum              | Helyszín                              | Ellenfél  | Gól | Végeredmény | Verseny                                      |
| - | ------------------ | ------------------------------------- | --------- | --- | ----------- | -------------------------------------------- |
| 1 | 2023. november 18. | Allianz Riviera, Nizza, Franciaország | Gibraltár | 5–0 | 14–0        | 2024-es labdarúgó-Európa-bajnokság selejtező |

## Sikerei, díjai
Arminia Bielefeld
- 2. Bundesliga: 2019–20

Egyéni elismerés
- UNFP Ligue 1 Az év csapata: 2020–21,[7] 2021–22[15]

## Fordítás
Ez a szócikk részben vagy egészben  a   Jonathan Clauss című angol Wikipédia-szócikk fordításán alapul.  Az eredeti cikk szerkesztőit annak laptörténete sorolja fel. Ez a jelzés csupán a megfogalmazás eredetét és a szerzői jogokat jelzi, nem szolgál a cikkben szereplő információk forrásmegjelöléseként.